# Marcel Aarts
Marcel Aarts (Ammerzoden, 9 agosto 1983) è un ex cestista olandese.

## Palmarès
- Campionato olandese: 3

EiffelTowers: 2005-06, 2006-07, 2014-15
- Coppa d'Olanda: 3

EiffelTowers: 2008, 2009, 2016
- Supercoppa d'Olanda: 1

SPM Shoeters: 2013